# Krapivnja (vattendrag i Vitryssland)
Krapivnja (ryska: Крапивня) är ett vattendrag i Belarus.   Det ligger i voblasten Homels voblast, i den östra delen av landet, 240 km sydost om huvudstaden Minsk. Krapivnja ligger vid sjön Ozero Vir.
Omgivningarna runt Krapivnja är en mosaik av jordbruksmark och naturlig växtlighet. Runt Krapivnja är det ganska glesbefolkat, med 39 invånare per kvadratkilometer.